# All Around the World
All Around the World ist ein Lied von Lisa Stansfield aus dem Jahr 1989, das von ihr, Ian Devaney und Andy Morris geschrieben wurde und auf dem Album Affection erschien.

## Geschichte
In All Around the World erlebt das Lyrische Ich mit seinem Partner einen Streit und beschließt, rund um die Welt nach ihm zu suchen.
Das Lied wurde am 16. Oktober 1989 veröffentlicht. In den Ländern Großbritannien, Österreich, Norwegen, Belgien und Spanien war der Contemporary R&B/New Jack Swing- und Soul-Song ein Nummer-eins-Hit. Zudem wurde es beim Ivor Novello Award in der Kategorie Bestes zeitgenössisches Lied geehrt, ebenfalls folgte bei den Grammy Awards 1990 eine Nominierung in der Kategorie Beste weibliche Gesangsdarbietung – Pop.

## Coverversionen
- 1992: Barry White
- 1997: Sean Combs feat. The Notorious B.I.G. & Mase (Rapper) (Been Around the World)
- 1997: Will Smith (Yes Yes Y’All)
- 1998: Scarface (Southside Houston, Texas)
- 2002: Gisela (El eco de to voz)
- 2006: Thomas Anders